# Paeduma cylindraceum
Paeduma cylindraceum is een krabbensoort uit de familie van de Hexapodidae. De wetenschappelijke naam van de soort is voor het eerst geldig gepubliceerd in 1859 door Bell.